# Jakob Ernst Koch (Pfarrer, 1897)
Jakob Ernst Koch, auch Jakob Ernst Koch IV. (* 12. April 1897 in Wallern an der Trattnach; † 21. März 1966 ebenda) war Pfarrer der evangelischen Kirchengemeinden von Hallstatt, Ramsau am Dachstein, Ohmenhausen und Peggau. 

## Leben und Werk
Jakob Ernst Koch wuchs in Scharten auf und legte 1915 seine Matura ab. Vater, Großvater, Urgroßvater und Ururgroßvater waren – von 1781 bis 1936 – Pfarrer von Wallern an der Trattnach. Vater und Großvater fungierten später auch als Superintendenten für Oberösterreich, Salzburg und Tirol. Von 14. Juli 1915 bis 30. November 1918 leistet er freiwilligen Militärdienst bei den k.k. Kaiserschützen, einer Elitetruppe. Er wurde zum Leutnant befördert und nahm hoch dekoriert seinen Abschied. Seine Liebe zu den Bergen stammt aus der Militärzeit. 
Er folgte der Familientradition und studierte evangelische Theologie an den Universitäten von Wien, Tübingen, Göttingen und Rostock. Zwar wirkte er ab 1922 als Vikar in Wallern, doch er wurde nie Pfarrer dort wie seine Vorfahren. 1926 ging er als Pfarrer nach Hallstatt, 1928 nach Ramsau am Dachstein. Er heiratete Gertrud. Das Paar bekam fünf Töchter. Eines der Mädchen starb schon als Kleinkind. Überleben konnten Dorothea, Johanna, Ruth und Monika.

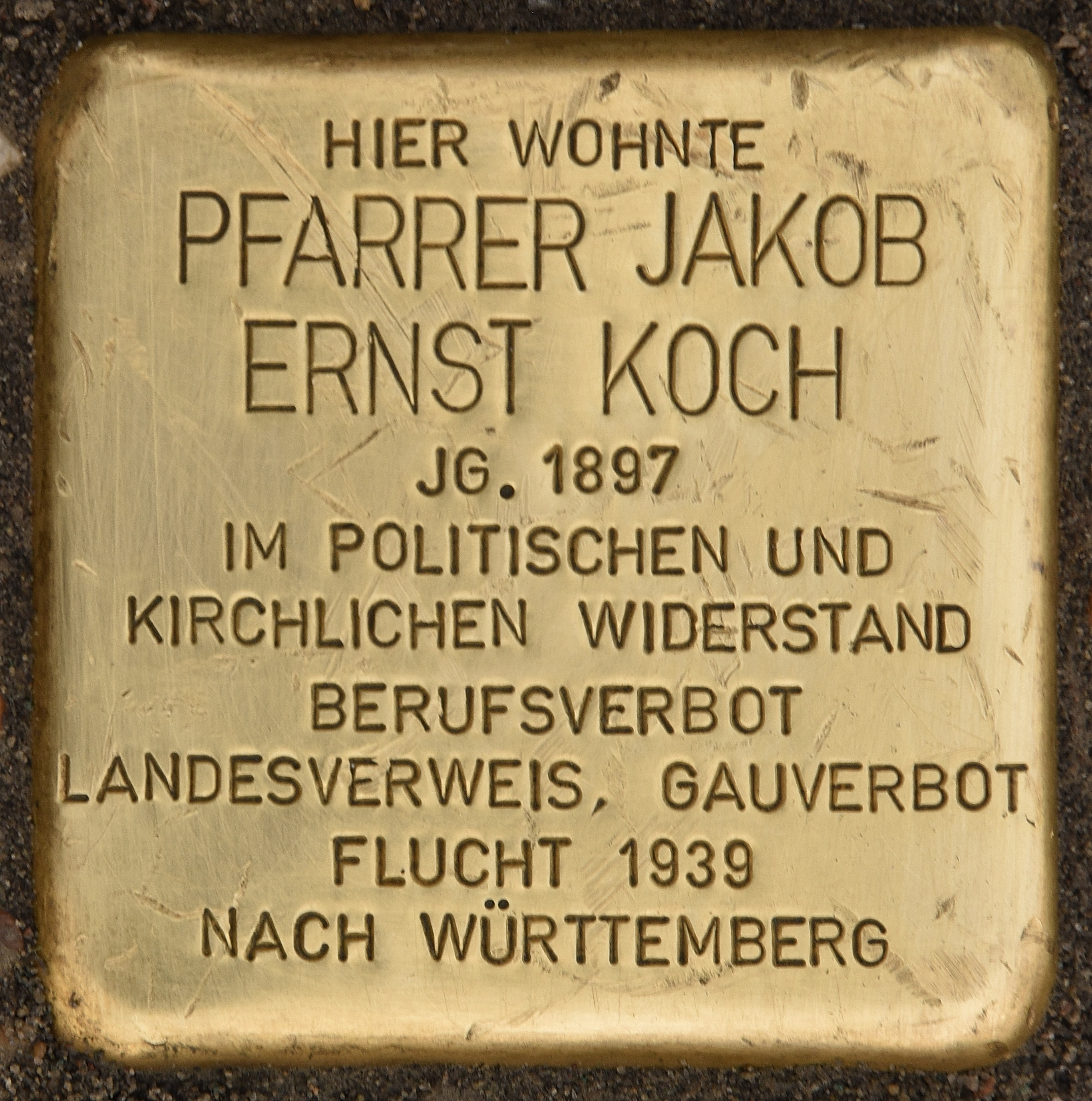
Stolperstein in Ramsau am Dachstein

1931 weihte er das Gipfelkreuz auf der Scheichenspitze, einem Gipfel des Dachsteinmassivs, ein. Seine Predigt am Berg war von düsteren Vorahnungen geprägt, er sprach von „dieser Zeit des Abfalls“. Der christlich-sozialen Diktatur, dem Ständestaat ab 1934, stand er nahe. Karl Maria Stepan, einer seiner  Freunde und Landeshauptmann der Steiermark ab 1934, holte ihn in den steirischen Landtag. Der Mann der Kirche zählte zur Jungreformatorischen Bewegung. Wie Stepan stand auch Koch der NS-Ideologie ablehnend gegenüber. Dies entzweite den Pfarrer und seine Gemeinde, denn der sogenannte Anschluss an Hitlerdeutschland wurde von vielen evangelischen Christen in Österreich befürwortet, auch in der Obersteiermark. Nach Denunziationen wurde er de facto aus Ramsau ausgewiesen und musste in die Berge flüchten. 
Koch verlor sein Amt und übernahm am 1. Oktober 1939 die Stelle eines Pfarrverwesers im baden-württembergischen Bad Urach. Die Familie folgte ihm. Mit Wirkung vom 1. Juli 1940 wurde er evangelischer Pfarrer in Ohmenhausen. Er legte das Hauptaugenmerk auf die Seelsorge und die praktische Hilfe für seine Gemeindemitglieder, doch dem Politischen entkam er nicht. Getreu seiner Überzeugung kämpfte er für die Erhaltung des Religionsunterrichtes gegen den von der NSDAP aufgedrängten „Weltanschauungsunterricht“ und er versteckte Hab und Gut einer Jüdin im Pfarrhaus. 1942 wurde er von der Gestapo verhört. 
Mit großem Geschick konnte er erwirken, dass Ohmenhausen in den letzten Kriegstagen nicht zum Schauplatz heftiger Kämpfe wurde, sondern kampflos an die Franzosen übergeben wurde. 1947 wurde für die Diasporagemeinde im steirischen Peggau eine Pfarrstelle ausgeschrieben. Koch bewarb sich und wurde berufen. 
Im Mai 1948 kehrte die Familie in die Steiermark zurück. Mit großer Leidenschaft übte Koch weiterhin seinen Beruf aus und gab Religionsunterricht in drei Gemeinden. 1962 ging er in den Ruhestand und kehrte in seine Heimatgemeinde zurück. 1965 reiste er nach Israel und pflanzte dort einen Baum. Am Reformationstag 1965 kehrte er noch einmal nach Ramsau zurück und hielt eine Predigt.